# Megallium
Magallium是一个合金的商标。这种合金由60%的钴、20%的铬、5%钼和其他物质组成。由于它重量轻，耐腐蚀并且低过敏（不含有镍），多用于牙科，由1951年约翰·伦纳德·阿滕伯勒在阿滕伯勒牙医实验室研制出Magallium 。